# 富士号飞船
富士号飞船（日语：ふじ），為日本曾经计划發展的一种載人太空船设计方案，為一種不可重複使用的太空載具，並以小裝備來降低成本，最终宇宙航空研究開發機構放弃该设计方案。這臺太空船屬於膠囊狀太空船，預測性能比聯合號佳，酬載人員數為3人，太空船直徑約3.5公尺（一說3.7公尺）。而且加速度較小，不會造成太空人極大的負擔。

## 技術諸元
富士號太空船主要由三個部分組成，分別為擴張艙組和核心艙組及推進部分，如果有額外的任務，則可以再加裝一個擴張艙組(此時稱作補給艙組)。 

### 擴張艙組
擴張艙組內部可裝載科學儀器，或者光學照相機的觀察設施。也可當作在太空時的居住空間。 

### 核心艙組
此為富士號太空船最重要的一個部分，也做為太空人往返地球的艙組。此部分又可細分為五個部分，包括靠接口、緊急用降落傘、艙組、主控方向降落傘、姿勢引擎。靠接口是用來與擴張艙組接合的接口。緊急用降落傘是在主控方向降落傘失靈時使用。艙組的空間比擴張艙組小很多，內部設備也僅有搭載三人並維持24小時維生系統。主控方向降落傘在速度小於音速時開啟，並控制降落位置。姿勢引擎用於在返回地球前控制著陸位置。 

### 推進艙組
推進艙組包含太陽能電池板、強力天線、氧化劑槽、燃料槽、引擎及引擎噴嘴等設施。太陽能電池板用於在低地球軌道長期環繞時或者前往地球附近的小行星或行星。強力天線可用於執行比低地球軌道遠的任務。氧化劑槽可選擇裝載液態氧或四氧化二氮;燃料槽則可裝載液態氫或聯氨。引擎及引擎噴嘴則未詳加敘述。

### 其他設施
以下為計畫中可外加裝配的設施：

#### 太空實驗艙組
裝設有防輻射的機器

#### 機械手臂
裝設有機械操作手臂

#### 簡易維生艙組
外形似南瓜，可用於太空旅行

## 發射程序
此為執行小行星任務的步驟。 
| 步驟名稱                   | 概述 |
| -------------------------- | --- |
| 發射                       | 富士號太空船可用H-IIA運載火箭發射，也可以使用亞利安運載火箭發射。                                                      |
| 固態火箭助推器、整流罩分離 | 固態火箭助推器、整流罩與火箭本體分離。                                                                                 |
| 第一節火箭分離             | 第一節的燃料槽用完即丟棄，不重複使用。                                                                                 |
| 第二節火箭分離             | 第二節的燃料槽用完即丟棄，不重複使用。                                                                                 |
| 補給艙組靠接               | 將預先發射的補給艙組在地球軌道接上。                                                                                   |
| 採集小行星礦物             | 與含有銅鐵鎳金屬的小行星相會，利用擴張艙組上的機器手臂採集，太空人也可以到小行星上調查。                               |
| 核心艙組分離               | 富士號太空船與擴張艙組分離，不再使用的擴張艙組和推進艙組衝入大氣層並燒毀。                                             |
| 衝入大氣層                 | 進入大氣層時利用與前進方向垂直的機體，利用升力原理，將減速時的加速度減至4G(1G為地球重力加速度)，再用引擎控制著陸位置。 |
| 著陸                       | 利用主控方向降落傘使太空船可以軟著陸。                                                                                 |

## 未來展望
富士號太空船屬於日本宇宙開發機構的一項計劃，最初期為象徵性環繞地球24小時，僅有推進艙組和核心艙組。再來則是停留在低地球軌道環繞，進行微重力相關實驗。最後則是探索距地球較近的小行星。

## 外部連結
- NASDA Advanced mission Research center (Internet Archive) (日語)
- Wallpaper of the Fuji Spacecraft  （页面存档备份，存于） (日語)